# بالاکند (صابرآباد)
بالاکند (به لاتین: Balakənd) یک منطقه مسکونی در جمهوری آذربایجان است که در شهرستان صابرآباد واقع شده است. بالاکند ۶۹۴ نفر جمعیت دارد.